# ラグビーチュニジア代表
ラグビーチュニジア代表は、チュニジアラグビー連盟によるラグビーユニオンのナショナルチームである。

## 概要
最初のテストマッチは1979年7月1日のオランダ戦。
2000年より開始したアフリカカップで2度の準優勝を果たすなど近年成長目覚しいチームのひとつである。
2010年にはワールドカップ最終プレーオフに進出したが、ルーマニアに敗れ本大会初出場はならなかった。